# Barrett Firearms Manufacturing
Phương chân: "Sứ mệnh không bao giờ có kết thúc".
Trụ sở chính đặt tại Murfreesboro, Tennessee, Barrett là một công ty đứng đầu trong chế tạo vũ khí đặc biệt là các loại súng bắn tỉa công phá. Sản phẩm của công ty đã được sử dụng quân đội, trong thi đấu thể thao, Các sản phẩm này được cho phép và giám sát bởi luật pháp và quân đội Mỹ cũng như hơn 50 quốc gia đồng minh của Mỹ trên toàn thế giới.

## Lịch sử
Barrett đưa M82 và giới thiệu năm 1982 nhưng điều đó không có nghĩa là được chấp thuận rộng rãi cho đến năm 1989. Đợt bán hàng lớn đầu tiên đến Thụy Điển. Sau đó, M82 được không quân Mỹ hợp đồng để triển khai và sử dụng rộng rãi trong chiến tranh vùng vịnh năm 1991. Hiện nay công ty có bán hàng cho hàng loạt quốc gia có sử dụng súng bắn tia.
Sự thành công của phiên bản M82A1 đã là động lực để công ty tiếp tục mở rộng các mẫu súng bắn tỉa công phá mới sử dụng loại đạn .50 (12.7x99mm) bao gồm Barrett M95, Barrett M99, M99-1, Barrett M107, M107A1.